# Le Cours des Glénans
Pour les articles homonymes, voir Glénan (homonymie).
Le Cours des Glénans est un cours de navigation à la voile rédigé par l'école de voile des Glénans.
Dès 1951, des documents ronéotypés furent rédigés par l'association pour ses besoins internes. La première édition fut réalisée en 1961 et 1962 à partir de ces documents. Régulièrement réactualisé et augmenté, sa qualité pédagogique en a fait un grand succès de librairie, traduit en plusieurs langues.
La huitième édition est parue en octobre 2017.

## Historique
Philippe Harlé, permanent enseignant du club, coordonne le tome 1 de la 1re édition consacré au dériveur sorti en juin 1961. Il ne se met pas d'accord, pour une question de droits d'auteur, avec Philippe Viannay pour la réalisation du tome 2 consacré à la croisière. Philippe Viannay demande alors à Jean-Louis Goldschmid, également permanent enseignant du club, de coordonner l'édition du tome 2, secondé par Marie-Ange d'Adler. Le second tome sort en juin 1962.
En 1969, il est à nouveau demandé à Jean-Louis Goldschmid de coordonner une nouvelle édition, cette fois-ci secondé par Jean-Pierre Abraham. Une trentaine de moniteurs participent à cette édition dont la rédaction a pris deux ans. Outre Jean-Louis Goldschmid et Jean-Pierre Abraham, font également partie de l'équipe Laurent Gomès et Claudine Legastellois. L'édition sort en juin 1972 et est édité à 30 000 exemplaires. C'est un « succès extraordinaire ».
En 1981, La troisième édition est mise en chantier. Cette édition correspond principalement à une mise à jour de l'édition n°2 et à une réécriture des passages peu claires. L'édition sort en juin 1982.

## Chronologie des éditions
| Éditions françaises | Éditions étrangères |
| --- | --- |
| 1952 : rédaction du premier Cours de navigation du CFI (centre de formation internationale), ronéotypé, rédigé par un groupe de moniteurs et coordonné par Jean-Marie Gandelin et Jean Lepape.                                                                                           | |
| 1954 : nouvelle version du Cours du Centre nautique des Glénans, ronéotypée et destinée aux chefs de bord et moniteurs. La version est mise à jour sous la responsabilité de Philippe Harlé, présentation et édition de Maurice Laval, dessins de Jean-Paul Delhumeau et Philippe Harlé. | |
| 1961 : parution du Cours de navigation des Glénans, tome I (Glénans 1961). Le tome est orienté sur le dériveur. | |
| 1962 : parution du Cours de navigation des Glénans, tome II (Glénans 1962). Le tome est orienté sur la croisière. | |
| | 1963 : première édition italienne : I segreti della vela : Corso di navigazione dei Glenans aux éditions Vito Bianco 1963 : première édition anglaise (t. 1) : The Glénans sailing manual. |
| 1972 : deuxième édition du Nouveau cours de navigation des Glénans (Glénans 1972). | |
| | 1975 : deuxième édition italienne : Nuovo Corso di Navigazione dei Glénans aux éditions Mursia.                                                                                            |
| | 1978 : deuxième édition anglaise : The new Glénans sailing manual |
| 1982 : troisième édition du Cours de navigation des Glénans (Glénans 1982). De nombreux changements sont introduits, dont de nouveaux chapitres sur la météorologie, la navigation astronomique, etc. 30 000 exemplaires sont vendus dans l'année.                                       | |
| | 1983 : troisième édition italienne : Corso di Navigazione dei Glénans. |
| | 1986 : première édition allemande : Das Segelhandbuch aux éditions Hoffmann und Campe. |
| 1990 : quatrième édition du Cours des Glénans (Glénans 1990). Apparition de chapitres sur la glisse, l'électronique de bord, etc. 40 000 exemplaires vendus en 2 ans. | |
| | 1991 : quatrième édition italienne : Glénans Corso di Navigazione. |
| | 1992 : édition anglaise : The Glenans manual of sailing. |
| 1995 : cinquième édition du Nouveau cours des Glénans (Glénans 1995). Apparition d'éléments sur le GPS, la pêche à pied, etc. | |
| | 1991 : cinquième édition italienne : Glénans Corso di Navigazione. |
| 2002 : sixième édition du Cours des Glénans (Glénans 2002). 30 000 exemplaires imprimés. | |
| | 2003 : sixième édition italienne : Glénans Corso di Navigazione. |
| | 2004 : première édition espagnole : El curso de Navegación de Glénans aux éditions Tutor.                                                                                                  |
| 2010 : septième édition du Cours des Glénans (Glénans 2010). | |
| | 2011 : septième édition italienne : Glénans Corso di Navigazione. 2011 : deuxième édition espagnole : El curso de Navegación de Glénans.                                                   |
| 2017 : huitième édition du Cours des Glénans (Glénans 2017). L'ouvrage a été entièrement refondu, avec notamment de nouveaux chapitres sur la navigation électronique et l'environnement marin.                                                                                          | |
| | 2019 : huitième édition italienne : Glénans Corso di Navigazione. |
| 2024 : neuvième édition du Cours des Glénans (Glénans 2024). | |

## Sommaire des éditions

### 1reédition
- Tome 1
  - Le bateau (40 p.) - La coque (64 p.) - La voilure et le gréement (74 p.) - Comment gouverner un bateau  (16 p.) - La pratique du bateau léger (23 p.) - Les allures (83 p.) - Manœuvres (60 p.) - La sécurité dans la pratique du voilier léger (20 p.) - Données pratiques sur le coque (30 p.) - Données pratiques sur les espars, la voilure et le gréement (30 p.)
- Tome 2
  - Le bateau de croisière (30 p.) - La vie à bord (30 p.) - La manœuvre du bateau de croisière (156 p.) - La navigation (148 p.) - Stratégie et tactique (23 p.) - La sécurité (167 p.) - Technologie (158 p.) - Désarmer, armer (12 p.) - Introduction à la course

### 2eédition
- Le bateau (198 p.) : Styles de plaisance (24 p.) - Notions théoriques (42 p.) - Le gréement (68 p.) - La coque (22 p.) - Matériel d'armement (30 p.) - Désarmer, armer (12 p.)
- La manœuvre (164 p.) : Conduite du bateau (38 p.) - Virer de bord (20 p.) - Partir, arriver (46 p.) - Changer de voilure (28 p.) - Manœuvres de mauvais temps (14 p.) - Godille, moteur, remorquage (18 p.)
- L'équipage (68 p.) : La sécurité (40 p.) - La vie à bord (28 p.)
- Météorologie (124 p.) : La vie de l'atmosphère (38 p.) - Le temps qu'il fait (86 p.)
- Navigation (164 p.) : Points de repère et documents (40 p.) - Navigation côtière (30 p.) - Navigation au large (28 p.) - La route (36 p.) - Les paysages marins (30 p.)

### 8eédition
- Conduite manœuvre (312 p.) : Le voilier, ses équipements et ceux du marin (22 p.) - Les principes de la conduite et de la manœuvre communs à tous les voiliers (98 p.) - Les spécificités de la voile légère (49 p.) - Les spécificités du croiseur (90 p.) - Quelques notions théoriques (33 p.)
- Météorologie, navigation (340 p.)
  - Météo (102 p.) : Prendre la météo - Comprendre la météo - Observer et prévoir le temps
  - Navigation (238 p.) : La carte marine - La signalisation maritime - La numérisation des cartes - Naviguer à proximité des côtes : le pilotage - Naviguer en vue des côtes - Naviguer au large - Prévenir les collisions - Mettre au point son projet de navigation - Le routage
- Sécurité (90 p.) : Naviguer c'est prévoir - L'homme et la mer - Les pathologies et les blessures courantes à bord - Les accidents matériels et les avaries - L'assistance extérieure - Embarquer sur un radeau de survie
- Vie à bord, maintenance (182 p.) : Vie à bord (40 p.) - La maintenance du voilier (142 p.)
- Environnement marin (87 p.) : Océanographie - À la rencontre de la biodiversité marine et du littoral - À la découverte des gens de mer et du patrimoine maritime
- Documentation pratique, table et index (47 p.)

## Éditions

### Éditions françaises
- Philippe Harlé (dir.), Claude Rougevin-Baville (coll.), Jean-Paul Delhumeau (illustrations et mise en page) et al. (préf. Jean-Jacques Herbulot), Cours de navigation des Glénans, t. 1, Paris, Éd. du Compas, juin 1961, 1re éd., 447 p., in-8° (24 cm).
- Jean-Louis Goldschmid (dir.), Marie-Ange d'Adler (coll.), Jean-Paul Delhumeau (illustrations et mise en page) et al. (intro. Philippe Viannay), Cours de navigation des Glénans, t. 2, Paris, Éd. du Compas, juillet 1962, 1re éd., 733 p., in-8° (24 cm).
- Les Glénans, Nouveau cours de navigation des Glénans, Paris, Éd. du Seuil et Éd. du Compas, juin 1972, 2e éd., 782 p., 22 cm. — Coordination de l'édition par Jean-Louis Goldschmid et Jean-Pierre Abraham[2].
- Les Glénans, Cours de navigation des Glénans, nouvelle version, Paris, Éd. du Seuil, juin 1982 (réimpr. juin 1983, décembre 1985), 3e éd., 1024 p., 23 cm (ISBN 978-2-02-006198-8, OCLC 77375258). — Coordination de l'édition par Jean-Louis Goldschmid et Jean-Pierre Abraham[2].
- Les Glénans, Le Cours des Glénans, Paris, Éd. du Seuil, avril 1990, 4e éd., 1135 p., 23 cm (ISBN 978-2-02-009963-9, OCLC 25719326). — Coordination de l'édition par Jean Ginod[2].
- Les Glénans, Le nouveau cours des Glénans, Paris, Éd. du Seuil, 1995, 5e éd., 1247 p., 23 cm (ISBN 978-2-02-021284-7, OCLC 35658972). — Coordination de l'édition par Jean-Louis Guéry[2].
- Les Glénans, Le Cours des Glénans, Paris, Éd. du Seuil, 2002, 6e éd., 1308 p., 24 cm (ISBN 978-2-02-041462-3, OCLC 401620438). — Coordination de l'édition par Annette Lahaye-Collomb et Alain Malgoyre[2].
- Les Glénans, Le Cours des Glénans, Paris, Éd. du Seuil, 2010, 7e éd., 1054 p., 24 cm (ISBN 978-2-02-097916-0, OCLC 690802474). — Coordination de l'édition par René Coléno[2].
- Les Glénans, Le Cours des Glénans, Paris, Éd. du Seuil, octobre 2017, 8e éd., 1072 p. (ISBN 978-2-02-128826-1). — Coordination de l'édition par Frédéric Augendre[2].
- Les Glénans, Le Cours des Glénans, Paris, Éd. du Seuil, octobre 2024, 9e éd., 1072 p. (ISBN 978-2-02-151693-7)

### Éditions italiennes
- (it) I segreti della vela : Corso di navigazione dei Glenans (trad. du français par Davide Velli), vol. 2, Rome, Vito Bianco editore, 1963, 500 + 700.
- (it) Nuovo Corso di Navigazione dei Glénans (trad. du français), Milan, Ugo Mursia editore, coll. « biblioteca del Mare », 1975, 551 p..
- (it) Corso di Navigazione dei Glénans (trad. du français par Franco Daniele, Francesco Di Franco, Francesco Fantauzzo, Giorgia Gessner et Maria Luisi Righi), Milan, Ugo Mursia editore, coll. « biblioteca del Mare », 1983, 560 p..
- (it) Glénans Corso di navigazione (trad. du français), Milan, Ugo Mursia editore, coll. « biblioteca del Mare », 1991, 1160 p. (ISBN 978-88-425-0713-0).
- (it) Glénans Corso di navigazione (trad. du français), Milan, Ugo Mursia editore, coll. « biblioteca del Mare », 1998, 1246 p. (ISBN 978-88-425-0713-0).
- (it) Glénans Corso di navigazione (trad. du français), Milan, Ugo Mursia editore, coll. « biblioteca del Mare », 2003.
- (it) Glénans Corso di navigazione (trad. du français), Milan, Ugo Mursia editore, coll. « biblioteca del Mare », 2012, 1056 p. (ISBN 978-88-425-4939-0).
- (it) Glénans Corso di navigazione (trad. du français), Milan, Ugo Mursia editore, coll. « biblioteca del Mare », juillet 2019, 1072 p. (ISBN 978-88-425-6034-0, présentation en ligne).

### Éditions anglaises
- (en) The Glénans sailing manual (trad. du français), Adlard Coles Nautical Press, 1963, 446 p. (ISBN 978-022964230-4). — Traduction du t. 1 de la 1re édition
- (en) The new Glénans sailing manual (trad. du français par James MacGibbon et Stanley Caldwell), Newton Abbot, David & Charles, 1978, 782 p. (ISBN 978-071537470-2).
- (en) The Glénans manual of sailing (trad. du français par Peter Davison et Jim Simpson), Newton Abbot, David & Charles, 1992, 112 p. (ISBN 978-071530016-9).
- (en) The Glénans manual of sailing (trad. du français par Ruth Bagnall, Peter Davison, Catherine du Peloux Menage et Jim Simpson), Newton Abbot, David & Charles, 1995, 1136 p. (ISBN 978-071530016-9).

### Édition allemande
- (de) Das Segelhandbuch : Deutsche Ausgabe des Cours de navigation des Glenans (trad. du français, préf. Wilhelm Kuhweide), Hambourg, Hoffmann und Campe, 1986, 948 p., 18,5 x 24,5 cm (ISBN 3-45508250-5 et 978-3-45508250-0). — Traduction de la 3e édition de 1982.

### Éditions espagnoles
- (es) El curso de Navegación de Glénans (trad. du français), Madrid, Ediciones Tutor SA, mars 2004, 1338 p. (ISBN 84-7902-442-9 et 978-84-7902-442-0, OCLC 803687488).
- (es) El curso de Navegación de Glénans (trad. du français), Madrid, Ediciones Tutor SA, 2011, 1344 p., 23 x 15 cm (ISBN 84-7902-880-7 et 978-84-7902-880-0). — Traduction de la 7e édition de 2010.